# فولفغانغ باولي
فولفغانغ باولي (بالألمانية: Wolfgang Ernst Pauli)‏ عالم فيزياء نظرية نمساوي وواحد من العلماء الرواد في ميكانيكا الكم. في عام 1945 استلم باولي جائزة نوبل في الفيزياء "لمساهمته في اكتشاف قانون جديد للطبيعة وهو مبدأ استبعاد باولي". ساهم كثيرا في تطور نظريات ميكانيكا الكم. كان صديقا حميما لنيلز بور وفيرنر هايزنبرج. حصل على شهادة الدكتوراة من جامعة لودفيغ ماكسميليان في ميونخ. مبدأ استبعاد باولي ومصفوفات باولي وغيرها تعد من أهم ما قدمه باولي في مجال ميكانيكا الكم.

## روابط خارجية
- فولفغانغ باولي على موقع الموسوعة البريطانية (الإنجليزية)
- فولفغانغ باولي على موقع مونزينجر (الألمانية)
- فولفغانغ باولي على موقع إن إن دي بي (الإنجليزية)